# Glogošnica
Glogošnica (en cyrillique : Глогошница) est un village de Bosnie-Herzégovine. Il est situé dans la municipalité de Jablanica, dans le canton d'Herzégovine-Neretva et dans la fédération de Bosnie-et-Herzégovine. Selon les premiers résultats du recensement bosnien de 2013, il compte 369 habitants.

## Histoire

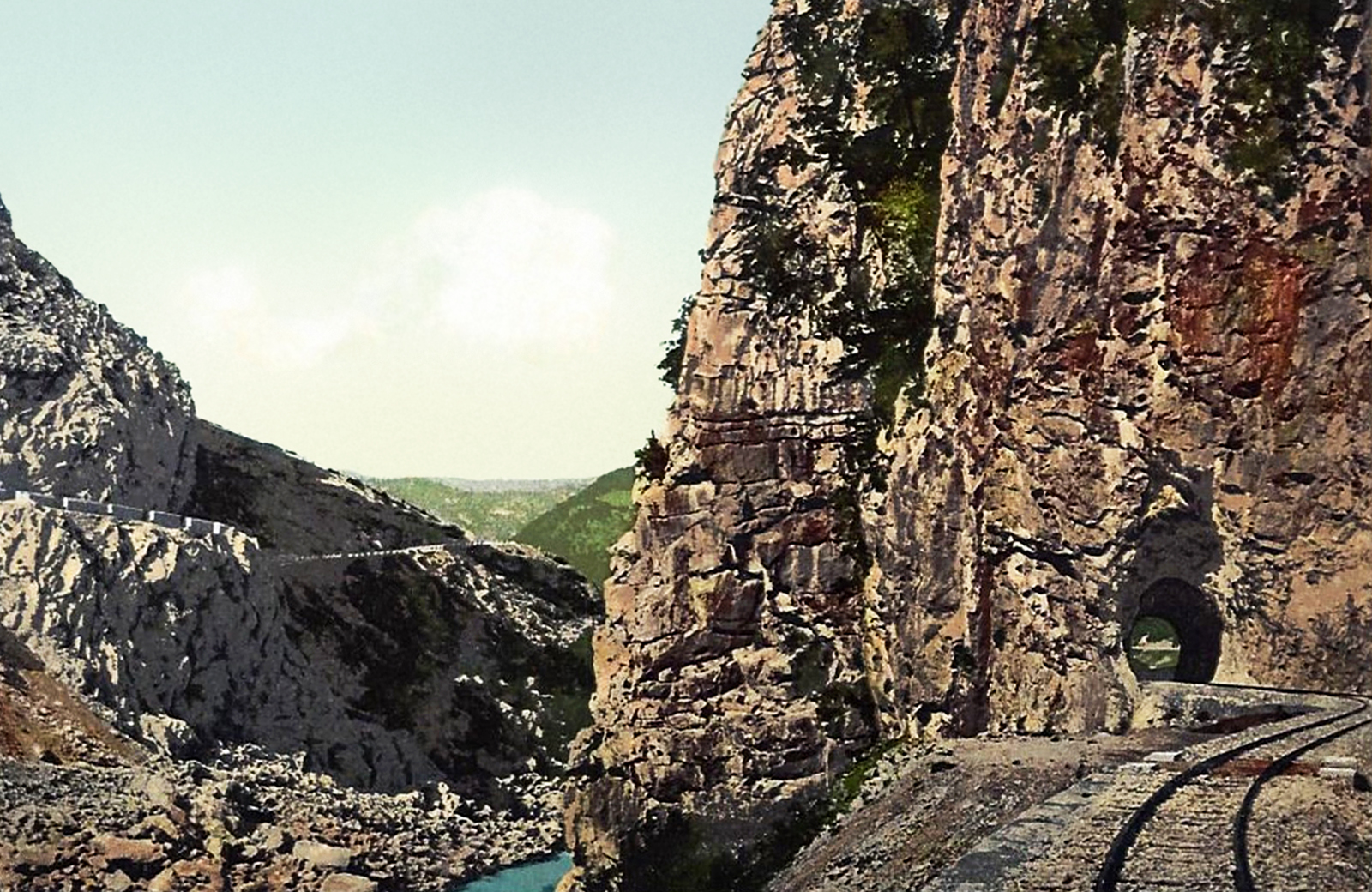
Le tunnel de Glogošnica sur la ligne de Mostar à Sarajevo, vers 1891.

## Démographie

### Évolution historique de la population
| 1948 | 1953 | 1961 | 1971 | 1981 | 1991 | 2013 |
| ---- | ---- | ---- | ---- | ---- | ---- | ---- |
| -    | -    | 463  | 536  | 555  | 459  | 369  |

|  |

### Répartition de la population par nationalités (1991)
En 1991, les 459 habitants du village étaient tous Musulmans (Bosniaques).

### Communauté locale
En 1991, la communauté locale de Bijela comptait 1 278 habitants, répartis de la manière suivante :